# Sphenocarpus eryngioides
Sphenocarpus eryngioides är en flockblommig växtart som beskrevs av Jevgenij Korovin. Sphenocarpus eryngioides ingår i släktet Sphenocarpus och familjen flockblommiga växter. Inga underarter finns listade i Catalogue of Life.